# Molly Keane
Molly Keane född som Mary Nesta Skrine 4 juli 1904 i Ballyrankin, County Kildare, död 22 april 1996, var en irländsk romanförfattare och dramatiker. 
Keane växte upp i County Wexford och studerade i hemmet och på internatskola i Bray, County Wicklow. Hon gifte sig med Bobby Keane 1938 och de fick två döttrar. Hon använde sitt namn som gift för sina senare romaner varav ett flertal, till exempel, Good Behaviour, Time After Time, har filmatiserats för TV. Mellan åren 1928 och 1956 skrev hon 11 romaner och en del av sina tidiga pjäser under pseudonymen M.J. Farrell. Keane var en medlem av Aosdána. Då hennes man dog vid 36 års ålder 1961 slutade hon att skriva under tjugo år. 1981 skrev hon Good Behaviour under sitt eget namn. En roman som blev nominerad till Bookerpriset.  
Efter sin mans död flyttade Keane till Ardmore, County Waterford och bodde där fram till sin död 1996.

### Utgivet på svenska
- En mycket väluppfostrad flicka 1985
- Återkomsten 1986
- Vänskap med förhinder 1988
- Nicandra 1989